# Wilków Trzeci
 Wilków Trzeci – kolonia wsi Wilków Drugi w Polsce, położona w województwie mazowieckim, w powiecie grójeckim, w gminie Błędów.
W latach 1975–1998 kolonia administracyjnie należała do województwa radomskiego.

## Zobaqcz też
- Wilków
- Wilków Pierwszy